# Бруно Мартинс Инди
Роналдо Максимилиано Мартинс Инди (на нидерландски: Rolando Maximiliano Martins Indi, роден на 8 февруари 1992 г. в Барейро, Португалия), по-популярен като Бруно Мартинс Инди, е нидерландски професионален Футболист, централен защитник на „Спарта“ (Ротердам).
Родителите му са емигранти от Гвинея-Бисау. Инди е роден в Португалия, а 3 месеца след раждането му семейството му се премества в Нидерландия.

## Клубна кариера

### Фейенорд
Инди започва да се занимав с футбол в малкия клуб „Спартан 20“, преди през 2005 г. да премине във „Фейенорд“. Прави дебюта си за отбора от стадиона през 2010 г., като постепенно се превръща в един от най-добрите защитници в първенството. Докато е във „Фейенорд“, Мартинс Инди записва над 100 официални мача.

### Порто
На 15 юли 2014 г. е закупен от португалския гранд „Порто“ за 7,7 милиона евро.

### Стоук Сити
На 31 август 2016 г. преминава под наем в „Стоук Сити“ за сезон.

## Национален отбор
Тъй като е роден в Португалия, Мартинс Ини има право да играе както за Нидерландия, така и за Португалия. Появява се възможност да се състезава и за Гвинея-Бисау, тъй като родителите му произхождат от тази страна.
Дебютира за Лалетата на 15 август 2012 г. в приятелски мач срещу Белгия.
Член е на националния отбор на световното първенство през 2014, с който печели бронзов медал.
 Нидерландия
- Световно първенство (бронзов медал) (1): 2014